# Já, tužka
Já, tužka (v anglickém originále I, Pencil nebo celým názvem I, Pencil: My Family Tree as Told to Leonard E. Read) je krátký, esejovitý článek amerického ekonoma Leonarda Reada, ve které autor ukazuje na ekonomický fenomén tzv. rozptýlených informací.

## Popis
Text článku byl poprvé uveřejněn v prosinci 1958 v prestižním americkém časopise The Freeman, který je hlavním otiskovatelem článků amerických liberálně smýšlejících ekonomů. Tento text byl znovu přetištěn pro svoji nadčasovost v roce 1996 s komentáři Miltona Friedmana a  Donalda J. Boudreauxe.   
Text popisuje tzv. rozptýlené informace, kdy obyčejná grafitová tužka promlouvá v ich formě ke čtenáři a popisuje svůj rodokmen. Říká, že je tak prostou věcí, kterou každý bere jako samozřejmou, ale nikdo ze čtenářů by ji sám vyrobit nedokázal. Následuje výčet všech kroků, které je třeba udělat od vytěžení cedrového dřeva v Kalifornii až po finální spojení všech dílů dohromady. Ale hlavním poselstvím je to, že i přes to, že tyto kroky jsou tak náročné a je jich veliké množství, tak neexistuje jediný, centrální plánovač těchto kroků. Že lidé, kteří se na její výrobě podílejí, se nikdy ani nemusejí setkat, ale tržní mechanismus všechny kroky sladí tak, jak je třeba a vede k finálnímu, vytouženému produktu. Tudíž k tomu, že jednotlivé díly složité skládačky nezná nikdo všechny, ale každý díl tohoto procesu je udělán tak, jak je třeba, neboť každý člen tohoto procesu ovládá ten svůj malý díl informace, kterou potřebuje a v celku vytváří společný výsledek.